# Киселёв, Владимир Леонтьевич
Влади́мир Лео́нтьевич Киселёв (укр. Володимир Леонтійович Кисельов; 5 марта, по другим данным 3 мая 1922, Киев, Украинская ССР — 26 февраля 1995, там же, Украина) — украинский советский писатель, журналист. Член Союза писателей СССР (с 1955), Национального союза писателей Украины. Отец поэта Леонида Киселёва и писателя, журналиста, главного редактора газеты «Киевский телеграф» Сергея Киселёва.

## Биография
Родился в семье учителей. Воспитывался в детском доме. По окончании десятилетней школы поступил на актёрский факультет Киевского театрального института. Перед поступлением в институт учился в театральной студии, где познакомился с будущей женой Зоей Ефимовной Генкиной.
В 1941 году начал работать в харьковской газете «Сталинское племя». Во время одной из бомбардировок города был контужен; получив отсрочку на год от призыва в армию, выехал с семьёй жены в Среднюю Азию. По истечении отсрочки прошёл сокращённый курс обучения в Грозненском пехотном училище. Командовал миномётной батареей на Сталинградском фронте, где был тяжело ранен, вследствие чего стал инвалидом второй группы с осколком в груди. После ранения некоторое время служил в Таджикистане. В 1946 году переехал с женой в Киев, где в том же году родился его старший сын Леонид, в 1954 году — младший сын Сергей. В 1946—1948 годах продолжил обучение в Киевском театральном институте. Работал разъездным корреспондентом газеты «На будові газопроводу» (На стройке газопровода), сотрудником промышленного отдела газеты «Радянська Україна» (Советская Украина). В 1954—1964 годах возглавлял корреспондентский пункт «Литературной газеты» по Украинской ССР. В 1965—1972 годах был главным редактором ежегодника Академии наук УССР и общества «Знание» Украинской ССР «Україна. Наука і культура» (Украина. Наука и культура).
Дебютировал в литературе в 1941 году. Автор повести «Большие заботы» (1954), сборника очерков «Хорошее настроение» (1958), романов «Человек может» (1960), «Воры в доме» (1963), «Весёлый Роман» (1970), «Роман ищет» (1984, в соавторстве с Н. В. Билкуном), фантастических повестей и рассказов «Европейский сонник» (1986), «Атомное предупреждение» (1987) и др. Для детей среднего и старшего возраста написал романы «Девочка и птицелёт» (1966, стихи главной героини написаны Леонидом Киселёвым), «Любовь и картошка» (1979). Произведения, написанные главным образом на русском языке, экранизировались («Переходный возраст», 1968 — по мотивам романа «Девочка и птицелёт»), переводились на украинский, польский, чешский, немецкий и японский языки.
Дружил с писателем Виктором Некрасовым, эмигрировавшим во Францию, из-за чего одно время испытывал трудности с изданием произведений.
Похоронен на Байковом кладбище в Киеве.

### Романы, повести
- Киселёв В. Л. Большие заботы : повесть. — Киев : Радянський письменник, 1954. — 297 с.
- Киселёв В. Л. Человек может : роман. — Киев : Молодь, 1960. — 294 с.
  - [То же]. — М. : Советский писатель, 1962. — 328 с.
  - Рец.:  Эльяшевич А. Необычное в обычном // Нева. — 1961. — № 6.
- (uk) Кисельов, В. Л. Злодії в хаті : роман / пер. з рос. О. Дяченка. — Киев : Радянський письменник, 1963. — 318 с.
  - Киселёв В. Л. Воры в доме : роман. — [М.] : Молодая гвардия, 1966. — 328 с.
- Киселёв В. Л. Девочка и птицелёт : отрывок из романа // Детская литература. — 1966. — № 6. — С. 28—33.
  - [То же] : роман. — М. : Детская литература, 1966. — 224 с.
  - [То же] : роман. — М. : Детская литература, 1968. — 224 с.
  - Рец.:  Дубов Н. Дети и взрослый мир // Литературная газета. — 1966. — 8 сентября.
  - Рец.:  Семёнов В. Странные дети : Роман о девочке // Детская литература. — 1967. — № 4.
  - Рец.:  Кузнецов Ф. Ф. Второе рождение // Детская литература. — 1970. — № 2.
  - Рец.:  Савкина, Ирина. «Друг мой, Ольга» : Перечитывая роман В. Киселёва «Девочка и птицелёт» // Детские чтения. — 2016. — Т. 10, № 2 (19 декабря). — С. 70—87.
- (uk) Кисельов В. Л. Веселий Роман : роман. — Киев : Дніпро, 1970. — 208 с.
  -   (uk) [Те ж]. — Киев : Радянський письменник, 1971. — 276 с.
  - Киселёв В. Л. Весёлый Роман : роман / [предисл. чл.-кор. АН УССР Д. В. Затонского]. — [М.] : Молодая гвардия, 1972. — 256 с.
  - Рец.:  Бочаров А. Познай и действуй // Молодой коммунист. — 1972. — № 1.
  - Рец.:  Щенников Г. Замысел автора и вымысел героя // Урал. — 1973. — № 10.
- Киселёв В. Л. Любовь и картошка : роман. — М. : Детская литература, 1979. — 256 с.
  - То же в:  Только для девочек. Любовь и картошка, 1988
- (uk) Білкун М. В., Кисельов В. Л. Роман шукає : роман. — Киев : Радянський письменник, 1984. — 271 с.
- Киселёв В. Л. Только для девочек : фрагм. романа // Пионерия. — 1984. — № 8—12 ; 1985. — № 1—4.
  - То же в:  Только для девочек. Любовь и картошка, 1988
- Киселёв В. Л. Европейский сонник : Маленькая, несколько фантастическая повесть // Радуга. — 1986. — № 10. — С. 117—126.
  - То же в:  Два названия. Европейский сонник. Рассказы, 1988
- Киселёв В. Л. Два названия : приключен. роман // Радуга. — 1988. — № 2. — С. 94—110 ; № 3. — С. 7—103.
  - То же в:  Два названия. Европейский сонник. Рассказы, 1988
  - То же в:  Два названия. Ошибки Юры Басаврюка, 1989
- Киселёв В. Л. Только для девочек : романы. — Киев : Веселка, 1988. — 432 с. — Содерж.: Только для девочек ; Любовь и картошка.
  - То же, журн. вариант:  Только для девочек, 1984—1985
  - То же:  Любовь и картошка, 1979
- Киселёв В. Л. Два названия : роман и повесть. — Киев : Дніпро, 1989. — 200 с. — Содерж.: Два названия ; Ошибки Юры Басаврюка.
  - То же, журн. вариант:  Два названия, 1988
  - То же в:  Два названия. Европейский сонник. Рассказы, 1988
  - То же:  Ошибки Юры Басаврюка, 1990
- Киселёв В. Л. Ошибки Юры Басаврюка : повесть. — Киев : Молодь, 1990. — 158, [1] с.
  - То же в:  Два названия. Ошибки Юры Басаврюка, 1989

### Рассказы, очерки
- Киселёв В. Л. Хорошее настроение : очерки. — Киев : Радянський письменник, 1958. — 203 с.
- (uk) Кисельов В. Л. Атомна пересторога : [оповід.] // Пригоди, подорожі, фантастика 87 : [антол.] / укл. М. Ф. Слабошпицький. — Киев : Молодь, 1987. — С. 104—114.
- Киселёв В. Л. Два названия ; Европейский сонник ; Рассказы : сб. — Киев : Радянський письменник, 1988. — 264 с. — Содерж.: Два названия : приключен. роман ; Европейский сонник : Маленькая, несколько фантастическая повесть ; Рассказы: Атомное предупреждение ; Маленькие абстракции ; Без страха и упрёка ; Говорит Серёжа Карасёв ; Гармонические квадрики ; Шпион ; Времена и нравы ; Я — сварщик ; Плагиат ; Дуэль. — ISBN 5-333-00384-X.
  - То же в:  Два названия, 1988
  - То же, журн. вариант:  Европейский сонник, 1986
- Киселёв В. Л. Загадка инопланетян // О Викторе Некрасове : Воспоминания (Человек, воин, писатель) : сб. — Киев : Український письменник, 1992. — С. 157—160.

### О Владимире Киселёве
- Киселёв Владимир Леонтьевич / И. Кедровская // Аббасзадэ — Яхутль. — М. : Советская энциклопедия, 1978. — Стб. 361. — (Краткая литературная энциклопедия : [в 9 т.] ; 1962—1978, т. 9).
- (uk) Кисельов Володимир Леонтійович / Н. І. Чорна // Д—К. — Киев : Головна редакція Української радянської енциклопедії ім. М. П. Бажана, 1990. — С. 468. — (Українська літературна енциклопедія : [у 5 т.] ; 1988— , т. 2).
- (uk) Слабошпицький М. Ф. Загадки й розгадки перехідного віку // Наука і культура : Україна, 1983. — Киев, 1984. — Вып. 18.
- (uk) Ольшевський І. Відповідати за того, хто поруч // Літературна Україна. — 1987. — 28 мая.
- Кипнис Г. И. Поэты умирают в небесах… : О Лёне Киселёве, сыне Володи, брате Серёжи. — Зеркало недели. — 1995. — № 22 (3 июля).
- Шарговская, Елена. «Берите эту химию, эту отраву» // Газета по-українськи. — 2012. — № 1413 (11 мая).
- (uk) Слабошпицький, Михайло. Кілька слів на щоці голубого конверта // Урядовий кур’єр. — 2013. — 1 марта.